# Martin Büchel
Martin Büchel (Vaduz, 19 febbraio 1987) è un ex calciatore liechtensteinese, di ruolo centrocampista.

## Carriera

### Club
Cresce calcisticamente tra il 1996 e il 2006 tra le file del Ruggel e del Vaduz, squadre del Liechtenstein militanti però nei campionati svizzeri di sesto e secondo livello.
Nel 2006 passa alla squadra svizzera dello Zurigo, militante nella massima serie svizzera e con cui ha vinto due Swiss Super League (2006-2007 e 2008-2009). Rimane allo Zurigo fino alla stagione 2011/12, fatta eccezione per due cessioni in prestito nelle finestre invernali del 2010 e del 2011 rispettivamente al Vaduz e alla squadra di riserva del club spagnolo Deportivo La Coruña (militante al tempo in Segunda División B, terzo livello del calcio spagnolo).
Svincolato a partire dal luglio 2012, il calciatore viene prelevato nel gennaio 2013 dal club tedesco Unterföhring, allora militante in Bayernliga Süd, quinto livello della lega calcistica di Germania. Conclude l'esperienza col club tedesco nella stagione 2017/18 durante la quale la squadra centra la promozione in Regionalliga Bayern (quarto livello di lega tedesca), per poi trasferirsi in Svizzera per una stagione allo Zurigo e per una stagione e mezza al Red Star Zurigo.
Nel gennaio 2021 il calciatore ritorna a titolo definitivo al Ruggell, squadra con cui ha esordito in carriera, nel sesto livello di calcio svizzero.

### Nazionale
Ha esordito in nazionale maggiore il 6 giugno 2004, indossando talvolta la fascia da capitano.
Dopo 90 presenze e 2 reti segnate in 17 anni di militanza, lascia la nazionale nel novembre 2021.